# Hagrid Ruralus
Hagrid Ruralus (angleško Rubeus Hagrid) je izmišljen lik iz serije fantazijskih romanov o Harryju Potterju britanske pisateljice J. K. Rowling.
Je dober prijatelj Harryja Potterja. Je polvelikan, a ima dobro srce. Njegova mam je bila velikanka, v petem delu pa je ugotovil, kaj je z njo. Polvelikan je zato, ker je bil njegov oče navadna oseba, mama pa velikanka. Hkrati pa je tudi ljubitelj nevarnih živali, ker je imel v lasti že zmaja, velikanskega pajka in hipogrifa. Je oskrbnik in poučuje nego čarobnih živali. Ko je bil v tretjem letniku so ga izključili iz šole, ker naj bi odprl Dvorano skrivnosti, a se potem izkaže da je nedolžen. V drugi knjigi z naslovom Dvorana Skrivnosti je moral v Azkaban, ker je prišel minister za čaranje in spet so ga obtožili, kar so ga v njegovem trejtem letniku. Le Albus Dumbledore je Hagridu verjel.